# Jauges de la Yacht Racing Association
Les jauges de la Yacht Racing Association sont les différentes jauges de course à la voile adoptées par la Yacht Racing Association (YRA) fondée en 1875 qui devient la Royal Yachting Association (RYA) en 1953. 
Agissant en autorité fédérant les yacht-clubs britanniques, l'YRA a, tout au long de son existence, choisi les jauges de course à appliquer lors des régates. Elle est aussi intervenue sur les tables d'allégeance de temps associées aux ratings (la valeur jaugée de chaque voilier) calculés à l'aide de ces jauges. 
La première jauge adoptée par l'YRA en 1876 est celle du Royal Thames Yacht Club, le Thames Measurement datant de 1855. Suivent d'autres jauges, marquées en particulier par l'abandon des jauges au tonnage pour une jauge à la voilure (à la longueur et à la voilure) en 1886 : la length and sail area rule préconisée par Dixon Kemp depuis 1880.
En 1895 l'YRA adopte une jauge à trois dimensions dite linéaire, car le résultat de la formule de jauge, le rating, est une longueur. Cette jauge combinant la longueur, le volume et la voilure évolue jusqu'à l'adoption de la jauge internationale de 1906 et la création de l'IYRU (International Yacht Racing Union) en 1907.

## Jauges au tonnage

### Thames Measurement modifié en 1878
L'YRA adopte, dès sa création, en 1876, la jauge au tonnage du Royal Thames Yacht Club, le Thames Measurement de 1855 :
{\displaystyle Thames\ Tonnage={\frac {({Longueur}-{Bau})\cdot {Bau}\cdot {\frac {Bau}{2}}}{94}}}
où la {\displaystyle Longueur} est mesurée au pont, ou de la pointe de l'étrave à l'étambot.
En 1878, l'YRA décide que la longueur de la formule est la longueur de flottaison (LWL) :
{\displaystyle Thames\ (YRA)\ Tonnage={\frac {({LWL}-{Bau})\cdot {Bau}\cdot {\frac {Bau}{2}}}{94}}}.
{\displaystyle Bau} représente toujours le maître bau.

### Jauge Plank-on-Edge de 1880
En 1880, l'YRA préconise à ses membres une nouvelle jauge au tonnage : la jauge dite 1730 Tonnage rule, ou Plank-on-Edge rule, poussant à dessiner des bateaux étroits et profonds, des planches sur la tranche :
{\displaystyle YRA\ Tonnage={\frac {Bau\cdot (LWL+Bau)^{2}}{1\ 730}}}.

## Jauge à la voilure de 1886
La jauge à la voilure proposée en 1880 par Dixon Kemp, partiellement adoptée pour certaines catégories de voiliers en 1883, est adoptée globalement en 1886,.
Cette jauge, la length and sail area rule de Dixon Kemp a pour formule :
{\displaystyle Rating={\frac {L\cdot S}{6\ 000}}}, 
où :
- {\displaystyle L} est la longueur de flottaison en pieds (LWL) avant de devenir en décembre 1892 la longueur entre les marques du propriétaire, length by owner's marks (LOM),
- {\displaystyle S} la surface de voile en pieds carrés.

Elle est proche de la jauge à la voilure américaine du Seawanhaka Corinthian Yacht Club, la jauge du Seawanhaka de 1882, qui est la première jauge au monde à prendre en compte l'élément moteur, la voilure, pour établir le rating d'un voilier.

## Jauges linéaires à trois dimensions
La jauge à la voilure de 1886 génère des bateaux de trop faible tirant d'eau, ou des fin bulb keel (quille à aileron au lest en forme de bulbe) qui n'étaient pas au goût des britanniques : ils n'étaient pas faciles à revendre pour un usage de loisir. La jauge Godinet de l'Union des yachts français de 1892 ne convient pas aux britanniques. Le RYA se laisse convaincre par les propositions de Robert Edmund Froude. Les formules de jauge prennent en compte les trois caractéristiques principales d'un voilier : la surface de voile, la longueur et des mesures de sa section représentatives du déplacement ou du volume de la coque. Comme le rating obtenu est une longueur, elles sont qualifiées de jauges linéaires. 

### Jauge linéaire de 1896
Qualifiée de First linear rating rule, cette jauge a pour formule :
{\displaystyle Rating={\frac {LWL+Bau+0,75\cdot P+0,5\cdot {\sqrt {S}}}{2}}},
où :
- {\displaystyle LWL} est la longueur de flottaison, en pieds
- {\displaystyle Bau} est le maître bau, en pieds
- {\displaystyle P} est le demi-périmètre effectif du contour de la coque mesuré au maître bau, en pieds
- {\displaystyle S} est la surface de voilure, en pieds carrés,
- {\displaystyle Rating} est une longueur en pieds.

### Jauge linéaire de 1901

Périmètres de contour SG (ou de peau), et de chaîne (CG).

La première jauge linéaire est modifiée en 1901 pour donner la Second linear rating rule :
{\displaystyle Rating={\frac {LWL+Bau+0,75\cdot P+4\cdot d+0,5\cdot {\sqrt {S}}}{2,1}}},
où apparait un nouveau paramètre, {\displaystyle d}, qui est la différence de longueur entre le périmètre de peau (skin girth SG) et le périmètre de la chaîne tendue (chain girth CG) jusqu'à la quille. Plus un voilier est de déplacement léger, plus le périmètre de peau mesurant le contour effectif a d'écart avec le périmètre de chaîne. Les architectes ont donc intérêt à dessiner des coques dont {\displaystyle d=0}, donc des déplacements lourds. Dans la pratique les mesures de périmètres ne se font pas jusqu'au pied de la quille mais à une hauteur définie par la jauge (par exemple à 60 % du tirant d'eau). 
Cette jauge sert à élaborer la jauge internationale de 1906 qui lui est très similaire et fait intervenir le franc bord.

## Calcul des temps compensés
L'existence d'une jauge ne suffit pas à déterminer quel temps compensé sera appliqué au temps réel de course d'un voilier. Les jauges au tonnage (si la jauge calcule un tonnage) ou linéaires (si la jauge calcule une longueur théorique) sont complétées par les tables de temps rendus en usage à l'époque. 